# Лифшиц, Исраэль
Рабби Исраэль Лифшиц (ивр. ישראל ליפשיץ ‎), 1782 — 1860) — один из крупнейших раввинов Германии, создавший выдающийся комментарий к Мишне «Краса Израиля» (ивр. תפארת ישראל — «Тифэрет Исраэль»). В этом труде, в частности, даётся новое объяснение трудных мест Мишны и разъясняется галаха.

## Биография
Родился в Германии. Учился у р. Акивы Эйгера. Р. Исраэль считал себя также последователем Виленского Гаона. «Все мы его ученики, – писал он о Гаоне, – и все мы припадаем к роднику его Торы, вытекающему из Святая Святых. …И каждый, кто знакомится с его сочинениями, понимает: вот слова, которые прозвучали с горы Синай. …Весь мир живет под одной подобной звездой, которая поднимается на небосклон лишь один раз в тысячу лет и, падая с небес, озаряет весь мир светом Торы» (Предисловие к Биур Агра на Шульхан арух).